# Robert Kisch
Robert Kisch (* 18. März 1897 in Hermannstadt (Siebenbürgen); † 16. Juli 1977 in Wuppertal) war ein deutscher Architekt, der in den 1930er Jahren für die Heeresbauverwaltung in Berlin tätig war und nach dem Zweiten Weltkrieg in Wuppertal arbeitete.

## Leben
Robert Kisch besuchte das (deutschsprachige) Evangelische Gymnasium in Hermannstadt und legte 1916 das Abitur ab. Zwischen 1916 und 1918 scheint er als Soldat der österreichisch-ungarischen Armee am Ersten Weltkrieg teilgenommen zu haben, er war Träger der Silbernen Tapferkeitsmedaille 1. Klasse.
Kisch studierte von 1920 bis 1924 Architektur an der Technischen Hochschule Berlin, u. a. bei German Bestelmeyer und Hermann Jansen. Er schloss das Studium mit dem Grad eines Diplom-Ingenieurs ab und war danach zunächst in Hermannstadt tätig, kehrte aber anscheinend bald nach Berlin zurück. Dort war er 1927 als Mitarbeiter des Architekten Eduard Jobst Siedler an dessen Wettbewerbsentwurf für den Erweiterungsbau der Reichskanzlei in Berlin beteiligt. In den 1930er Jahren war er in Berlin ansässig, dort arbeitete er an den Vorbereitungen zur Abteilung „Neues Bauen“ der Deutschen Bauausstellung Berlin 1931 mit. Nach kurzer Selbstständigkeit war er als Architekt für die Heeresbauverwaltung tätig.
Kisch nahm als Offizier am Zweiten Weltkrieg teil und geriet 1945 in französische Kriegsgefangenschaft, nach seiner Freilassung siedelte er sich mit seiner Familie in Wuppertal-Barmen an. Er war von 1948 bis zu seinem Tode freiberuflich tätig und wurde als Mitglied in den Bund Deutscher Architekten berufen.
Kisch war in den landsmannschaftlichen Gruppierungen der Siebenbürger Sachsen aktiv und schrieb Beiträge – vor allem zu geschichtlichen Themen – für deren Organ, die Siebenbürgische Zeitung. 1975 wurde er für sein Engagement mit dem Siebenbürgisch-Sächsischen Kulturpreis ausgezeichnet.

## Bauten und Entwürfe

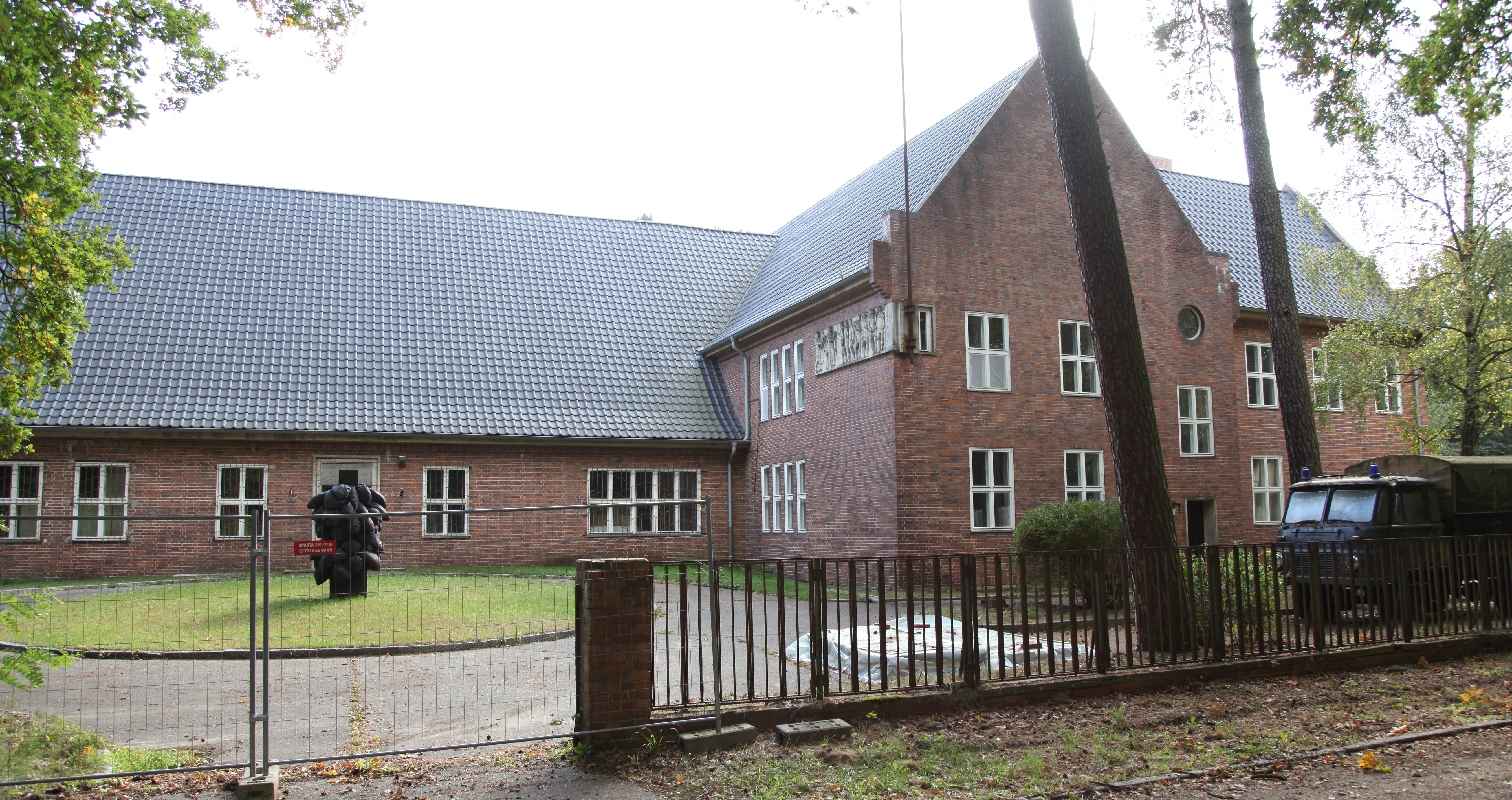
Ehemaliges Offizierskasino in Neuruppin

Während seiner Tätigkeit für die Heeresbauverwaltung entstanden nach seinen Entwürfen 1936–1937 das Heeresbauamt in Frankfurt (Oder), die Reiter-Kaserne in Fürstenwalde und 1937–1939 die Kavallerie- und Panzertruppenschule Krampnitz in Potsdam-Krampnitz.
Ab 1948 schuf er Bauten für Industrie und Handel, zahlreiche Schulen, Altenheime, die Textil-Ingenieur-Schule Wuppertal, verschiedene Sparkassen-Gebäude und Wohn- und Geschäftshäuser.